# Edgar Olvera Higuera
Edgar Armando Olvera Higuera es un político mexicano, miembro del Partido Acción Nacional. Fue elegido presidente municipal para Naucalpan de Juárez en las elecciones del 2015.

## Biografía
Expresidente municipal constitucional de Naucalpan de Juárez, Estado de México. 2016-2018. Coordinador nacional de diputados locales, del Partido Acción Nacional, durante la diputación  local, representando al Distrito 29, Estado de México 2019-2021. Está casado con Liliana Carbajal de Olvera y es padre de cinco hijos.
Militante de Acción Nacional desde 1985. Obtuvo un premio Nacional Juvenil en 1988 por proponer el nombre de “Acción Juvenil” para los jóvenes panistas.  Fue Dirigente Juvenil Distrital (1985), Dirigente Juvenil Municipal (1987) y Dirigente Juvenil Estatal (1989). Secretario General del CDM (1997-2000).
Ha coordinado  más de 15 campañas electorales con resultados exitosos.  Fue candidato del Partido Acción Nacional a Presidente Municipal de Naucalpan de Juárez  (2009), obteniendo  la mayor votación en elección intermedia.
Presidente municipal constitucional de Naucalpan de Juárez 2016 – 2018.
Consejero Estatal en el Partido Acción Nacional en el Instituto Electoral del Estado de México(IEEM) 2013 - 2015 (2 años).
Delegado Federal de SEDESOL 2010 - 2012 (2 años).
Diputado federal por el Partido Acción Nacional 2006 - 2009 (3 años).
Diputado local por el Partido Acción Nacional 2003 - 2006 (3 años).
Como diputado local le fueron aprobados más de 400 artículos (considerado por la prensa local el diputado más rentable en la LV Legislatura). Autor de las siguientes iniciativas: Instituto de Servicios Periciales, Jueces Ejecutores de Sentencia, la actualización de la Reincidencia Delictiva, el alcoholímetro, la preliberación en delitos de secuestro, violación, robo calificado y homicidio doloso, juicios orales, Ley para regular el Servicio de empresas de Seguridad Privada, entre otras.
Diputado federal por el Partido Acción Nacional 2000 - 2000.
Como diputado federal fue secretario de la Comisión de Seguridad Pública, integrante de la Comisión de Justicia y de la del Distrito Federal. Presentó las siguientes iniciativas: Trabajo obligatorio para los presos, Ley del Sistema Federal de Ejecución de Sentencias, atención de los derechos de la infancia y la adolescencia, entre otras. Fue encomendado por el GGPAN en el cabildeo de la Ley General del Sistema Nacional de Seguridad Pública.
Secretario General en el Partido Acción Nacional 1997 - 2000 (3 años).
Diputado federal suplente por el Partido Acción Nacional 1997-99 (2 años).

## Controversias
Durante las elecciones del 2015 fue acusado de usurpación de funciones al decirse que no tendría los estudios de licenciado en Administración de Empresas como decía, cosa que fue finalmente desmentida.
En las mismas elecciones se le denunció ante la PGJEM por enriquecimiento ilícito y operaciones con recursos de procedencia ilícita derivado de la aparición de una casa pues se reveló que tendría en el fraccionamiento Loma de Valle Escondido en Atizapán de Zaragoza cuyo valor rondaría los 45 millones de pesos. El también panista Manuel Gómez Morín habría señalado este como el verdadero domicilio de Olvera, lo que generó dudas si su candidatura al municipio de Naucalpan de Juárez era válida.

### Domicilio
El día 4 de noviembre del 2015, 9 miembros del cabildo de Naucalpan —la totalidad de la fracción panista y algunos del revolucionario institucional— abandonaron la sesión en curso para con ello evitar se «subiese como punto de acuerdo» declarar inválida la constancia de domicilio SHA/0881/2015 expedida a Edgar Olvera y con ello hacer inválida su candidatura durante las elecciones del 2015. 

### Resolución de la elección
Finalmente el 5 de noviembre del 2015 el Tribunal Electoral del Poder Judicial de la Federación resolvió el juicio de revisión constitucional electoral solicitado por el PRI contra la sentencia del Tribunal Electoral del Estado de México en torno a la elección que dio el triunfo a Olvera Higuera —confirmando en esta el triunfo de Olvera— y declarándole con ello Presidente electo de Naucalpan de Juárez.